# Izabela Łęcka

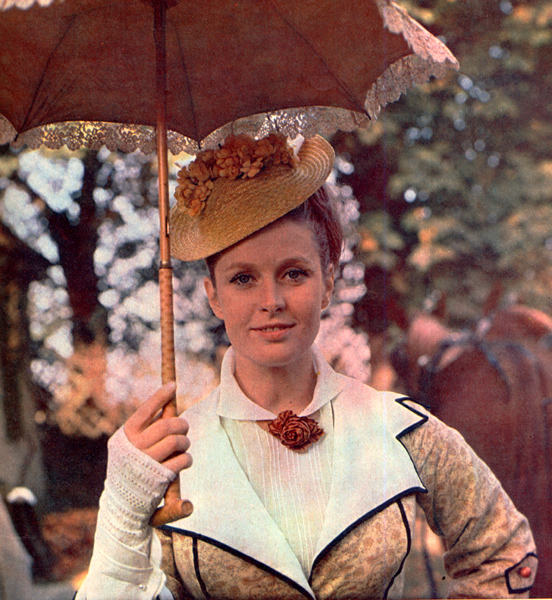
Beata Tyszkiewicz w roli Izabeli Łęckiej w filmie Lalka (1968)

Izabela Łęcka – postać literacka, bohaterka powieści Lalka (1890) Bolesława Prusa. Obiekt uczuć głównego bohatera utworu Stanisława Wokulskiego.
Według Gabrieli Pauszer-Klonowskiej rzeczywistym pierwowzorem Izabeli Łęckiej mogła być niejaka Konstancja Halicka, o której względy bez powodzenia miał zabiegać Prus.

## Charakterystyka postaci
Łęcka jest córką arystokraty, Tomasza Łęckiego. To kobieta niezwykle piękna, o bujnych, jasnych włosach, błękitnych oczach i delikatnej skórze. Interesuje się literaturą (czytuje m.in. Zygmunta Krasińskiego i Émile’a Zolę), niewiele jednak wie o realnym świecie i jego problemach – przekonana o szczególnej roli arystokracji, inne klasy społeczne traktuje z pobłażaniem lub obrzydzeniem. Ma licznych adoratorów, odwleka jednak decyzję o małżeństwie. Była uczuciowo niezależna, uczuciami obdarzała nie realnych mężczyzn, a postacie wyimaginowane (np. rzeźbę Apollina) lub odległe. Małżeństwo z Wokulskim było podyktowane rozsądkiem, co było całkowicie zgodne z jej wizją małżeństwa w ogóle. Prawdopodobnie nawiązała romans ze swoim kuzynem, Kazimierzem Starskim (w powieści nie ma jednak na ten temat wyraźnych informacji – pojawiają się jedynie sugestie w postaci niejednoznacznych sytuacji oraz podsłuchanej przez Wokulskiego rozmowy tych dwojga, prowadzonej w języku angielskim).

## Izabela Łęcka a tytuł utworu
Często przyjmuje się, że to Izabela jest tytułową „lalką”, czyli swego rodzaju kukiełką, dość pustą postacią, skupiającą się tylko na zabawach i nie traktującą niczego poważnie. 
Jednak sam Bolesław Prus twierdził, że nazwał swoją powieść inspirowany procesem sądowym o zabawkę, o którym miał okazję przeczytać w gazetach.

## Izabela Łęcka w kulturze masowej
W filmowej adaptacji z 1968 w rolę bohaterki wcieliła się Beata Tyszkiewicz, a w serialu telewizyjnym z 1977 zagrała Małgorzata Braunek. W nadchodzących, nowych ekranizacjach powieści w postać Izabeli wcielą się: Kamila Urzędowska (wersja TVP) oraz Sandra Drzymalska (wersja Netfliksa i Akson Studio); premiery obu wersji zaplanowane są na 2026 rok.